# Miraż (film)
Miraż (tytuł oryg. Mirage) – amerykański dreszczowiec neo-noir z 1965 w reżyserii Edwarda Dmytryka z Gregorym Peckiem i Diane Baker w rolach głównych. Scenariusz napisał Peter Stone w oparciu o książkę Fallen Angel autorstwa Howarda Fasta z 1952.

## Obsada
Opracowano na podstawie materiału źródłowego:
- Gregory Peck – David Stillwell
- Diane Baker – Shela
- Walter Matthau – Ted Caselle
- Kevin McCarthy – Josephson
- Jack Weston – Lester
- Leif Erickson – major Crawford
- Walter Abel – Charles Calvin
- George Kennedy – Willard
- Robert H. Harris – doktor Broden
- Anne Seymour – Frances Calvin
- House B. Jameson – Bo
- Hari Rhodes – porucznik Franken
- Syl Lamont – Benny
- Eileen Baral – Irene
- Neil Fitzgerald – Joe Turtle